# Bộ Anh túc
Bộ Anh túc (danh pháp khoa học: Papaverales) là bộ thực vật được sử dụng trong một vài hệ thống phân loại, chẳng hạn như hệ thống Cronquist. Theo hệ thống này thì bộ Anh túc bao gồm các họ: Papaveraceae (anh túc) nghĩa hẹp (sensu stricto), Fumariaceae (tử cận, bao gồm cả các thành viên trong họ tùy ý tách ra Pteridophyllaceae), và đặt bộ này nằm trong phân lớp Magnoliidae.
Hệ thống APG và hệ thống APG II không công nhận bộ này mà đặt các họ trong bộ hoặc là riêng biệt hoặc chỉ như một họ duy nhất là họ Anh túc nghĩa rộng (sensu lato) vào trong bộ Mao lương (Ranunculales).

## Hình ảnh

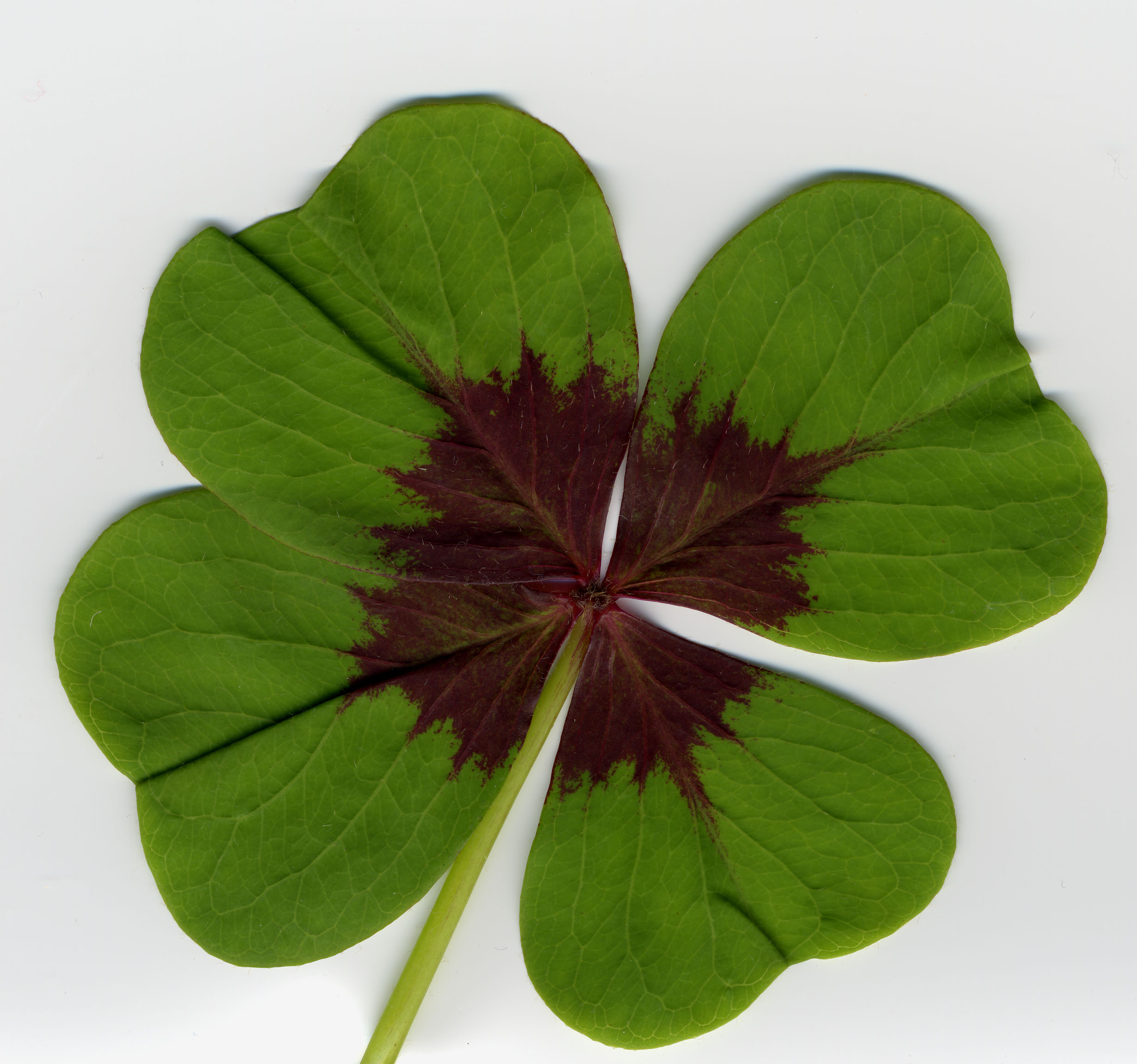
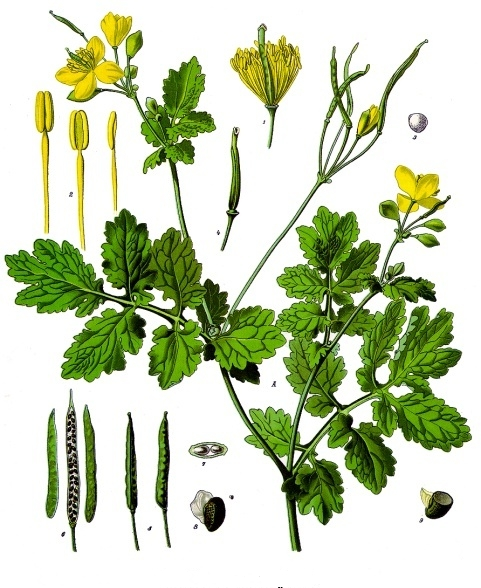
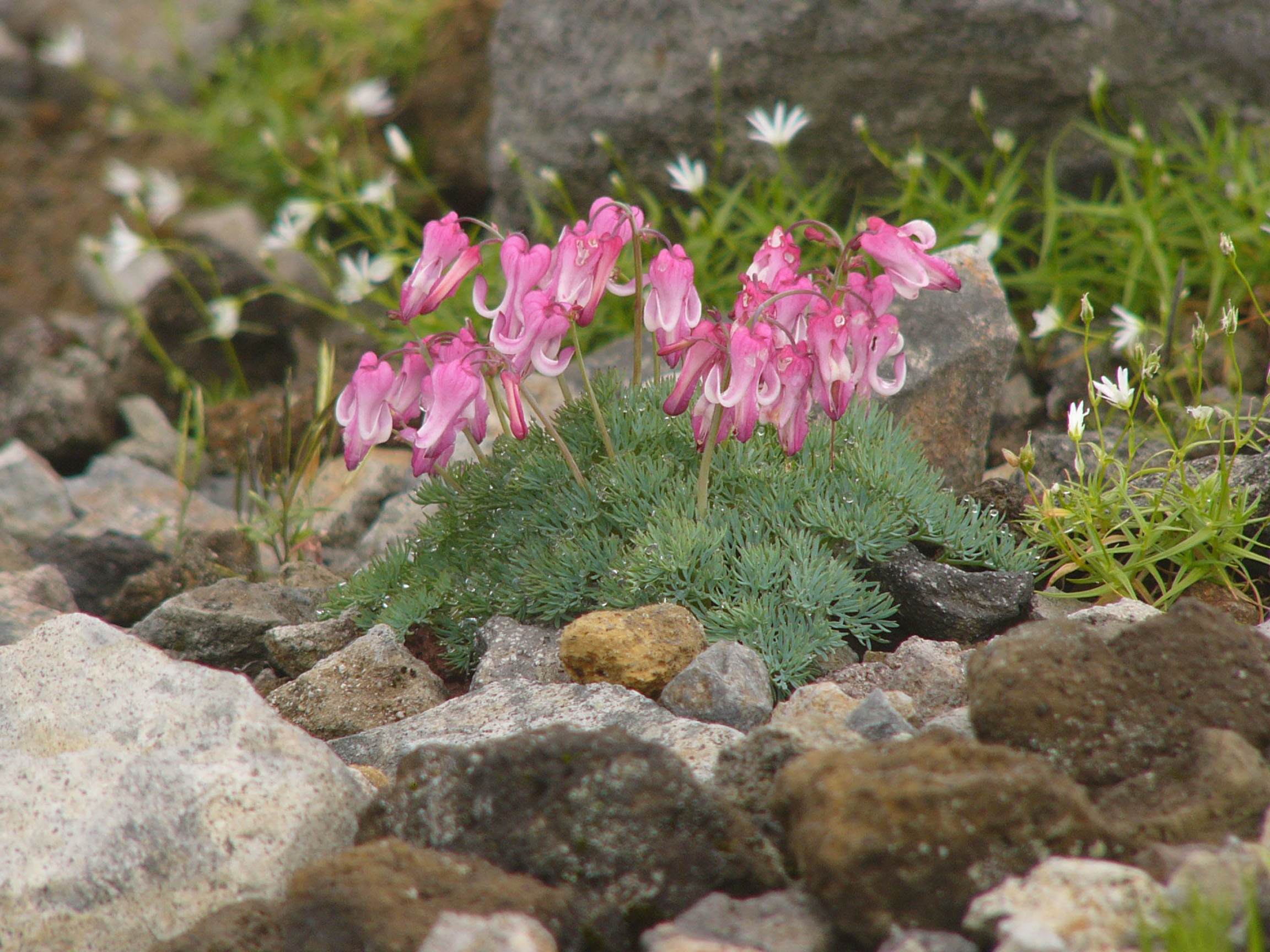
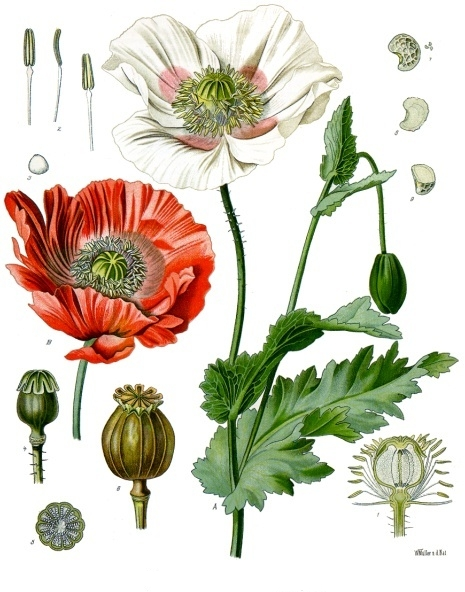